# Pierre Jourda
Pour les articles homonymes, voir Jourda.
Pierre Jourda, né le 20 novembre 1898 à Narbonne (Aude) et mort le 27 avril 1978 à Montpellier (Hérault), est un enseignant, chercheur et doyen français qui a administré la faculté de lettres de Montpellier de 1934 à 1967.

## Biographie
Issu d'une vieille famille de notaires, fils d'Armand Jourda et Henriette née de Crozals, Pierre Jourda est né à Narbonne dans le sud de la France.
Il obtient son baccalauréat à Paris en 1916 et s'engage, la même année et pour trois ans, dans l'armée pour combattre en Champagne et en Lorraine, en terminant cette période avec le grade de lieutenant.
En 1918 à Issoudun (Indre), il publie son premier texte, en souvenir du front, « Des galons, des permissions, revue en un prologue et quatre tableaux ». Il sera, plus tard, mis en scène et joué par Pierre Fresnay.
Jeune professeur de français, en 1920, au lycée Gambetta de Tourcoing, il rencontre et remarque l'adolescent « brillant quoiqu'indiscipliné » Maxence Van der Meersch, il lui fait découvrir les écrits d'Émile Zola.
Se consacrant à son mémoire de maîtrise (ancien DES), son sujet porte sur le poète marotique, Victor Brodeau. Il aura l'honneur d'être publié dans la revue d’Histoire littéraire de la France en 1921. Il poursuit ses études à la faculté des lettres de Paris et accède à l'agrégation de lettres en 1922. Il devient « chargé de conférences » à l'Institut français de Florence puis à la Fondation Thiers (Paris 9e).
Les fiançailles et le mariage avec Valentine Delpech, fille d'Henry Delpech et Joséphine née Peyre, et nièce de Maurice Peyre, originaire de Narbonne, lui donne le désir de se rapprocher de sa ville natale.
Il professe à Cahors (1925-27), puis à Montpellier, au lycée Joffre (ancien lycée de garçons). Il obtient un doctorat d’État en 1930 et prend le poste de maître de conférences à la Faculté des lettres, en 1934, avant de succéder, deux ans plus tard, à la chaire de Joseph Vianey (1864-1939, parent du curé d'Ars) et devenir Doyen de 1957 à 1966, l'académie des sciences et lettres de Montpellier mentionne les dates de 1934 à 1978.
En collaboration avec son collègue montpelliérain, Émile Bouvier (1886-1973), il publie en 1938, un Guide de l'étudiant en littérature française. Très favorablement accueilli par les étudiants, il est édité durant trente années, « le Bouvier-Jourda » a connu sa sixième édition.
Durant la dernière guerre mondiale, il est mobilisé de 1939 à juillet 1940. Un de ses cinq enfants est tué au Tonkin en 1954.
Officiant durant trente-cinq années comme maître de conférences, professeur et doyen, il se consacre comme administrateur, à la Faculté des lettres de Montpellier pour qu'elle devienne l'Université Paul-Valéry. Il prend sa retraite en 1969 en ayant publié près d'une centaine d'articles et vingt-sept livres, dont quinze éditions de textes.
Il obtient deux prix de l’Académie française, en 1931, le Prix Thiers (d'histoire et de sociologie) pour : Marguerite d'Angoulême, duchesse d'Alençon et reine de Navarre (1492-1549) et en 1964, le Prix Saintour (de littérature et de philosophie) pour l'édition des Œuvres de Rabelais.
Il est élevé au rang d'officier de la Légion d'honneur, commandeur de l'ordre du Mérite et des Palmes académiques, et docteur « honoris causa » des universités de Birmingham, Bologne et Lisbonne.
L'Université Paul-Valéry a tenu à lui rendre hommage en donnant son nom à la salle où elle tient les soutenances de thèses et colloques.

## Publications
Sans être exhaustive, cette liste est issue des sites : Viaf et de l’IdRef du Sudoc. Classées par années, les énumérations présentes sont réalisées sur les titres des ouvrages traitées et ne tiennent pas comptes des différentes éditions qui ont fait l'histoire des œuvres.

### Ouvrages
- Tableau chronologique des publications de Marguerite de Navarre, vol. 1, Paris, Champion, coll. « Revue du seizième siècle » (no XII), 1925, 47 p. (ISSN 0151-1823, SUDOC 119785854)
- Vieusseux et ses correspondants français, vol. 1, Paris, Édouard Champion, coll. « Éditions du Stendhal-Club » (no 16), 1926, 24 p. (SUDOC 082064512)
- Marguerite d'Angoulême : duchesse d'Alençon, reine de Navarre (1492-1549), étude biographique et littéraire, vol. 2, Paris, H. Champion, coll. « Bibliothèque littéraire de la Renaissance » (no 19 et 20), 1930, 1188 p. (ISSN 1155-5475, SUDOC 047520248)
- Université de Paris (1896-1968). Faculté des lettres, Répertoire analytique et chronologique de la correspondance de Marguerite d'Angoulême : Thèses et écrits académiques, vol. 1, Paris, H. Champion, 1930, 265 p. (SUDOC 103449116)
- État présent des études stendhaliennes, vol. 1, Paris, Les Belles Lettres, coll. « Études françaises » (no cahier 21), 1930, 122 p. (ISSN 0184-7201, SUDOC 002581310)
- Stendhal raconté par ceux qui l'ont vu : souvenirs, lettres, documents réunis, annotés et accompagnés de résumés biographiques, vol. 1, Paris, Stock, coll. « Les Grands hommes racontés par ceux qui les ont vus », 1931, 233 p. (SUDOC 045243859)
- Viennet : un ennemi du romantisme, vol. 1, Toulouse, Édouard Privat, coll. « Bulletin de la Commission archéologique de Narbonne » (no XVIII), 1933, 76 p. (ISSN 0995-4082, SUDOC 181780100)
- Stendhal : l'homme et l'œuvre, vol. 1, Paris, Desclée et Brouwer, coll. « Temps et visages », 1934, 296 p. (ISSN 2265-027X, SUDOC 07837054X)
- Guide de l'étudiant en littérature française, vol. 1, Paris, Les Presses universitaires de France, 1936, 172 p. (SUDOC 045248125)
- Stendhal et Canova, vol. 1, Paris, E. Droz, coll. « Revue des études italiennes » (no Tome 2, n° 1), 1937, 16 p. (SUDOC 123843235)
- L'exotisme dans la littérature française depuis Chateaubriand : 1. Le romantisme. - 2. Du romantisme à 1939, vol. 1, Paris, Boivin, coll. « Études de littérature étrangère et comparée » (no 7), 1938-1956 (ISSN 0071-1918, SUDOC 019261233)
- L'humanisme Européen, vol. 1, Toulouse, Privat, coll. « Extrait de : Bulletin de l'Université et de l'Académie de Toulouse », 1942 (SUDOC 133322912)
- Quelques aspects de l'humanisme médiéval : Conférences données dans le grand amphithéâtre de la Faculté des lettres de Montpellier, vol. 1, Paris, Société d'édition les Belles lettres, 1943, 63 p. (SUDOC 007922892)
- Saint-Guilhem-le-Désert, vallée inspirée du Languedoc : son site, son abbaye, son cloître, son héros de légende, son saint, vol. 1, 1947, 126 p. (SUDOC 011738987)
- Histoire de l'Église depuis les origines jusqu'à nos jours  (La crise religieuse du XVIe siècle), vol. 1, Paris, Bloud et Gay, 1950, 461 p. (SUDOC 006800874)
- Le Languedoc dans la littérature française, vol. 1, Toulouse, coll. « Annales de l'Institut d'études occitanes » (no Tome II, fasc. 1), 1949, 27 p. (ISSN 0180-4200, SUDOC 014058596)
- Marot, vol. 1, Paris, Hatier, coll. « Connaissance des lettres » (no 26), 1950, 167 p. (ISSN 0758-4091, SUDOC 017539323)
- Mistral, poète guerrier, vol. 1, Montpellier, Impr. P. Déhan, 1956, 32 p. (SUDOC 008319332)
- Réception de M. Gaston Galtier : remerciement du récipiendaire et réponse de M. le Doyen Pierre Jourda, Académie des sciences et lettres de Montpellier, vol. 1, Montpellier, Causse-Graille-Castelnau, 1958, 34 p. (SUDOC 007997760)
- Rabelais à Montpellier, vol. 1, Montpellier, coll. « Monspeliensis Hippocrates » (no 7), 1960, 6 p. (SUDOC 128016523)
- Réception du Prof. Delbez : remerciement du récipiendaire et réponse du Doyen Jourda, Académie des sciences et lettres de Montpellier, séance publique du 25 octobre 1965, vol. 1, Montpellier, Causse et Castelnau, 1965, 36 p. (SUDOC 066033586)
- Le Gargantua de Rabelais, vol. 1, Paris, A.-G. Nizet, coll. « Les Grands événements littéraires », 1969, 190 p. (SUDOC 012112518)

### Préfacier
- Prosper Mérimée (1803-1870) (Éditeur scientifique Pierre Trahard (1887-1986)), Portraits historiques et littéraires : texte établi et annoté avec une introduction, vol. 1, Paris, Édouard Champion (1882-1938), coll. « Œuvres complètes de Prosper Mérimée » (no 5), 1928, 366 p. (SUDOC 048193771)
- Prosper Mérimée (1803-1870) (Éditeur scientifique Pierre Trahard (1887-1986)), La jacquerie, suivie de La famille de Carvajal : texte établi et annoté avec une introduction, vol. 1, Paris, H. Champion (1882-1938), coll. « Œuvres complètes de Prosper Mérimée » (no 10), 1931, 462 p. (SUDOC 084794402)
- Stendhal (1783-1842) (Avant-propos), Chroniques italiennes, vol. 1, Paris, Éditions Diderot, coll. « Collection Chefs-d'œuvre », 1946, 235 p. (SUDOC 064332136)
- Maxence Van der Meersch (1907-1951), Pages choisies, vol. 1, Paris, A. Michel, coll. « Édition pour la jeunesse », 1950, 343 p. (SUDOC 052318613)
- Georges Pradalié (Le faux-titre porte : "Balzac historien, la Société de la Restauration"), Balzac historien, vol. 1, Paris, Presses universitaires de France, 1955, 310 p. (SUDOC 108266915)
- Frédéric Mistral (1830-1914), Mirèio : mélanges pour le centenaire de Mireille, vol. 1, Paris, Presses universitaires de France, coll. « Publications de la Faculté des lettres et sciences humaines de l'Université de Montpellier » (no 16), 1960, 234 p. (ISSN 0544-9634, SUDOC 008596808)
- Paul Cayla (1882-1961), Dictionnaire des institutions, des coutumes et de la langue en usage dans quelques pays de Languedoc de 1535 à 1648, vol. 1, Montpellier, P. Déhan, 1964, 724 p. (SUDOC 006978479)
- Frida Shulamith Weissman (contient des extraits d'œuvres, critiques et interprétations), L'exotisme de Valery Larbaud, vol. 1, Paris, Nizet, 1966, 301 p. (SUDOC 00880320X)
- Louis Delbez, Les grands courants de la pensée politique française depuis le XIXe siècle, vol. 1, Paris, Librairie générale de droit et de jurisprudence, 1970, 193 p. (SUDOC 002181088)
- André Doyon et Yves du Parc, De Mélanie à Lamiel : ou D'un amour d'Henri Beyle au roman de Stendhal, vol. 1, Aran (Suisse), Éditions du Grand Chêne, coll. « Collection stendhalienne » (no 14), 1972, 246 p. (ISSN 0530-9220, SUDOC 002302535)
- François Rabelais (1494-1553) (introduction, notes, bibliographie et relevé de variantes), Œuvres complètes de Rabelais, vol. 1, t. 2, Paris, Garnier, coll. « Classiques Garnier », 1978, 613 p. (ISBN 2-7050-0164-6 et 2-7370-0102-1, ISSN 0750-2176, SUDOC 006277659)
- François Rabelais (1494-1553) (introduction, notes, bibliographie et relevé de variantes), Œuvres complètes de Rabelais, vol. 1, t. 1, Paris, Garnier, coll. « Classiques Garnier », 1980, 634 p. (ISBN 2-7370-0101-3 et 2-7050-0162-X, SUDOC 006277292)

### Éditeur scientifique
- Stendhal (1783-1842) (dir.) (préf. Étienne Rey (1879-1965), texte établi et annoté par Daniel Muller), De l'Amour, vol. 2, Paris, H. Champion, coll. « Œuvres complètes de Stendhal », 1926, 294, 464 (SUDOC 106486497)
- Marguerite d'Angoulême (reine de Navarre, 1492-1549) (dir.), Dialogue en forme de vision nocturne, vol. 1, Paris, Champion, coll. « Extrait de la Revue du seizième siècle », 1926, 49 p., 24 cm (ISSN 0151-1823, SUDOC 009451455)
- Stendhal (1783-1842) (dir.), Le rouge et le noir, vol. 2, Paris, Fernand Roches, coll. « Œuvres complètes de Stendhal "Les textes français" », 1929, 306, 372 (ISSN 0184-7163, SUDOC 018576478)
- Jean Pons Guillaume Viennet (1777-1868) (Préfacés et annotés par Albert Depréaux (18..-1950)), Souvenirs de la vie militaire de Jean Pons Guillaume Viennet, de l'Académie française (1777-1819), vol. 1, Moulins, Crépin-Leblond, 1929, 162 p. (SUDOC 105866822)
- Prosper Mérimée (1803-1870) (texte établi et annoté avec une introduction), La jaquerie : suivie de La famille de Carvajal, vol. 1, Paris, H. Champion, coll. « Œuvres complètes de Prosper Mérimée », 1931, 456 p. (SUDOC 010947515)
- Stendhal (1783-1842) (texte établi et présenté), La Chartreuse de Parme : Tomes I, II, vol. 2, Paris, Les Belles Lettres, coll. « Œuvres complètes de Stendhal "Les textes français" », 1933, 343, 346 (ISSN 0184-7163, SUDOC 066645581)
- Marguerite d'Angoulême (reine de Navarre, 1492-1549) (texte établi et présenté), Comédie de la Nativité de Jésus Christ, vol. 1, Paris, Ed. Boivin & Cie, coll. « Le livre de l'étudiant » (no 5), 1939, 108 p. (ISSN 1638-2706, SUDOC 010887873)
- Prosper Mérimée (1803-1870) (introduction et notes), Colomba, vol. 1, Paris, Droz, coll. « Textes littéraires français » (no 16), 1947, 188 p. (ISSN 0257-4063, SUDOC 007126867)
- Pierre Jourda (textes présentés et annotés), Conteurs français du XVIe siècle, vol. 1, Paris, impr. Gallimard, coll. « Bibliothèque de la Pléiade, Le livre de l'étudiant », 1965, 1470 p. (ISSN 0768-0562 et 1638-2706, SUDOC 006030769)
- François Rabelais (1494-1553) (introduction, notes bibliographie et relevé de variantes), Œuvres complètes, vol. 2, Paris, Garnier frères, coll. « Classiques Garnier », 1967, 632, 611 (ISSN 0750-2176, SUDOC 051167093)

### Directeur de thèse
- Pierre Bornecque (dir.), La vie de Georges Courteline, Montpellier, 1969, 755 p. (SUDOC 056092520)
- Madeleine Roussel (dir.), Edmond Rostand : La dernière nuit de Don Juan, Montpellier, Université Paul Valéry, 1970, 289 p. (SUDOC 010160760)
- Marcelle Chirac (dir.), Aix en Provence à travers la littérature française de la chronique à la transfiguration, Montpellier, Université Paul Valéry, 1975 (SUDOC 040951014)
- Henriette Bonneric (dir.), La famille des atrides dans la littérature française, Montpellier, Université Paul Valéry, 1976, 598 p. (ISBN 2-251-36527-3, SUDOC 040972933)
- Jean-Louis Gourg (dir.), Rires et sourires de Rabelais, Montpellier, Université Paul Valéry, 1976 (SUDOC 040972925)

### Ouvrage posthume
- Le théâtre à Montpellier, 1755-1851  (préf. Michel Bideaux (1935-...)), vol. 1, Oxford, Voltaire Foundation, coll. « SVEC », 2001, 267 p. (ISBN 0-7294-0702-0, ISSN 0435-2866, SUDOC 055760791)

## Distinctions
- Commandeur de l'ordre des Palmes académiques
- Commandeur de l'ordre national du Mérite
- Officier de la Légion d'honneur[Quand ?]

## Hommages
- L'Université Paul-Valéry Montpellier III, lui a rendu hommage avec la Salle des thèses Pierre Jourda (43° 38′ 00″ N, 3° 52′ 12″ E)
- À Montpellier dans le quartier des Beaux-Arts, la Rue Doyen Pierre Jourda (43° 37′ 11″ N, 3° 53′ 11″ E) lui a été dédicacée.
- À Narbonne, la Rue Pierre Jourda (43° 11′ 10″ N, 2° 59′ 28″ E) lui a été dédiée par la ville.